# 替身殺手
是一部1998年的美国動作電影，由安東尼·奎克首次執導，主演是周潤發、美娜·蘇雲露、麥可·魯克和曾江。
该片是周润发第一部于美国演出的电影。美娜·蘇雲露饰演一名伪造假护照証件為職業的Meg Coburn，周潤發饰演需要假护照逃亡的John Lee，找上Coburn帮忙，但被追杀者追上二人，二人被迫合作持械反击。

## 演員
- 周潤發 飾 John Lee
- 美娜·蘇雲露 飾 Meg Coburn
- 麥可·魯克 飾 Stan 'Zeedo' Zedkov
- 曾江 飾 Terence Wei
- 約根·柏契納（英语：Jürgen Prochnow） 飾 Michael Kogan
- 蒂爾·施魏格爾 飾 Ryker
- 丹尼·崔喬 飾 Collins
- 小克利夫頓·柯林斯 飾 Loco
- 卡洛斯·高梅茲（英语：Carlos Gómez (actor)） 飾 Hunt
- Frank Medrano 飾 Rawlins
- Carlos Leon 飾 Romero
- Leo Lee 飾 Lam
- 帕特里克·基爾帕特里克（英语：Patrick Kilpatrick） 飾 Pryce
- 金德文 飾 Alan Chan
- Andrew J. Marton 飾 Stevie
- Sydney Coberly 飾 Sara